# Carabodes wonalancetanus
Carabodes wonalancetanus är en kvalsterart som beskrevs av Robert Gatlin Reeves 1990. Carabodes wonalancetanus ingår i släktet Carabodes och familjen Carabodidae. Inga underarter finns listade.